# 스리랑카
스리랑카 민주사회주의공화국(싱할라어: ශ්‍රී ලංකා ප්‍රජාතාන්ත්‍රික සමාජවාදී ජනරජය 스리랑카 프라자탄트리카 사마자바디 자라나자야, 타밀어: இலங்கை சனநாயக சோஷலிசக் குடியரசு 일랑카이 자나나야카 카맛투바 쿠티야라쿠, 영어: Democratic Socialist Republic of Sri Lanka 데모크라틱 소셜리스트 리퍼블릭 오브 스리랑카[*]), 약칭 스리랑카(싱할라어: ශ්‍රී ලංකා 스리랑카, 타밀어: இலங்கை 일랑카이, 영어: Sri Lanka 스리랑카[*])는 남아시아에 있는 섬나라이며 입법 수도는 스리자야와르데네푸라코테이고 행정·사법 수도 및 최대 도시는 콜롬보이다.

## 국호
1948년 영국 연방의 일원으로 독립하였고 국호도 "실론"에서 현재의 국호로 변경하였다. 고대에는 다양한 이름으로 알려졌었다. 인도에서는 랑카(Lanka), 싱할라(Singhala) 등으로 불렀으며, 고대 그리스 학자들은 타프로바네(Taprobane) (/təˈprɒbəniː/), 아랍권에서는 Serendib ('세런디피티(serendipity)'의 어원)라고 불렀다.
1972년, 공식 국호를 "스리랑카 자유주권독립공화국"으로 변경하였다가 1978년에 "스리랑카 민주사회주의공화국"으로 변경하였다. 예전 명칭인 실론(Ceylon)이라는 이름은 지금도 많이 쓰인다.
지리적으로 인도 아래에 위치해 '인도의 눈물'이라는 별칭으로 불리기도 한다.

## 역사

### 선사 시대
고고학적 연구에 따르면 선사시대부터 여러 원주민이 살았던 것으로 보이며 현재는 스리랑카 중심부 산지에 소수만이 남아있는 베다족이 이러한 원주민의 마지막 후손인 것으로 추정된다.

### 고전 시대
보통 스리랑카의 역사는 기원전 500년 경에 인도 벵골지방에서 위자야 왕자가 건너와 나라를 세우면서 시작되었다고 전해진다. 이들 도래 민족은 곧 싱할라인을 이루어 스리랑카의 토착민이 된다. 곧 기원전 377년 아누라다푸라 왕국이 성립하였고 기원전 250년 경에 불교가 전해져 국교로 받아들여졌다. 아누라다푸라 시대는 스리랑카의 고전시대를 이루며 기원후 1000년 경까지 이어진다. 그러다가 1017년 인도 남부의 촐라 제국이 침략하여 아누라다푸라 왕국을 멸망시켰고, 곧 비자야바후 1세가 이를 몰아내고 폴론나루와 왕국을 세웠다.

### 식민지
16세기부터 포르투갈인들이 스리랑카에 당도하여 해안 지역 전체의 지배권을 넘겨받았고, 17세기에는 네덜란드가 전쟁에 승리하여 지배권을 가져갔다. 나폴레옹 전쟁 당시 영국의 속령이 되어 인도와 함께 영국의 지배를 받아왔고 이때 실론(Ceylon)이라는 이름으로 불리기도 했다.

### 독립 이후
1948년 영국 연방의 일원으로 독립하여 실론 자치령이 되었다. 1972년에 공화정으로 바뀌면서 국호도 "실론"에서 현재의 국호로 변경하였다. 이전까지는 콜롬보가 수도로 알려졌으나 현재는 스리자야와르데네푸라코테(행정 수도)와 콜롬보(정치 경제적 실질적 수도)로 분류되고 있다.
토착민족인 싱할라인과 영국 식민지배 당시 이주한 타밀인 간의 지속적인 분쟁이 있어왔다. 불교를 믿는 싱할라인과 달리 타밀인들은 주로 힌두교를 믿어 종교적 차이가 있으며, 타밀인들은 주로 농장에서 일하는 노동자로서 경제적으로 부유하지 못했던 등, 두 민족 간에는 균형이 이루어지지 못하고 있었다. 결국 타밀인들은 1976년 북부 지방을 근거지로 하여 타밀 엘람 해방 호랑이(Liberation Tigers of Tamil Eelam)라는 조직을 결성하여 독립을 주장하게 되었고, 그 이후로 약 30여년에 걸쳐 타밀 호랑이 조직과 스리랑카 정부 사이의 스리랑카 내전이 펼쳐지게 되었다. 2001년에 노르웨이의 중재로 일단 심각한 폭력적 분쟁은 사그라들었지만 갈등의 불씨는 완벽하게 꺼지지 않은 상태였다. 2009년 타밀 반군이 정부군에 항복하면서 스리랑카 내전은 막을 내리게 된다.

## 지리
인도의 남동쪽, 인도양에 위치한 섬나라다. 과거에는 실론이라는 이름으로도 불렸으며, '인도의 눈물'이라는 별명을 갖고 있다. 이는 '국토의 생김새'가 꼭 '눈물' 혹은 '진주'처럼 생겨, 지리적으로도 인도의 꼬리 쪽과 아주 가까이 맞닿아 있기 때문이다. 국토의 면적은 6만 5610km2로, 남한의 약 2/3 정도 된다. 정글에서부터 고산지대까지 다양한 식생을 관찰할 수 있다.

## 주민과 언어
인구는 2000만 명이 넘어 인구밀도는 다소 높다. 민족구성은 토착인인 싱할라인이 75%, 타밀인이 15%, 무슬림(스리랑카 무어) 10%를 차지한다. 인도 남부와 교류는 계속적으로 있었으나 타밀인의 유입은 영국의 스리랑카 식민 지배 당시 본격화되었는데, 이는 캔디 인근의 고산지대가 홍차 재배에 유리하다는 사실을 깨달은 영국인들이 인도의 타밀인들을 노동자로 데려오기 시작했기 때문이다.
싱할라어와 타밀어가 공용어로 쓰이고 있다. 싱할라어는 스리랑카인 대다수가 사용하는 고유의 언어이며, 타밀어는 근대 이후 영국인들과 함께 스리랑카로 본격 유입된 인도의 타밀 지방 출신 사람들 사이에서 사용되고 있다. 그러나 타밀 사람들의 많은 수가 싱할라어를 말할 수 있기 때문에 언어의 차이로 인한 소통 문제는 거의 없다고 볼 수 있다. 영국 식민 시대의 영향으로 상당수가 영어로도 의사 소통이 가능하다. 한편 스리랑카 중심부 산지에는 원주민인 베다족이 사용하는 소수언어인 베다어(Vedda)가 존재한다.

## 종교
스리랑카 정부는 영국으로부터 독립 후 상좌부 불교를 국교로, 싱할라어를 국어로 정하면서, 성전어인 팔리어삼장을 싱할라어로 번역하고, 불교대백과사전을 편찬하는 등 불교교단을 정비하였다. 국민들은 불교신자들이 대다수(70%)이며, 타밀에서 건너온 힌두교(13%) 신자가 그 다음이다. 그 외에 이슬람교(10%), 기독교(7%) 신자도 존재한다.

## 문화
스리랑카는 불교문화권이기 때문에, 마을에 보리수 나무 등 불교의 상징물들이 있다.
매년 7월 말에서 8월 초 열리는 ‘캔디 페라헤라 축제’는 2000년의 역사를 가진 세계에서 가장 거대한 불교축제이다.

### 음식

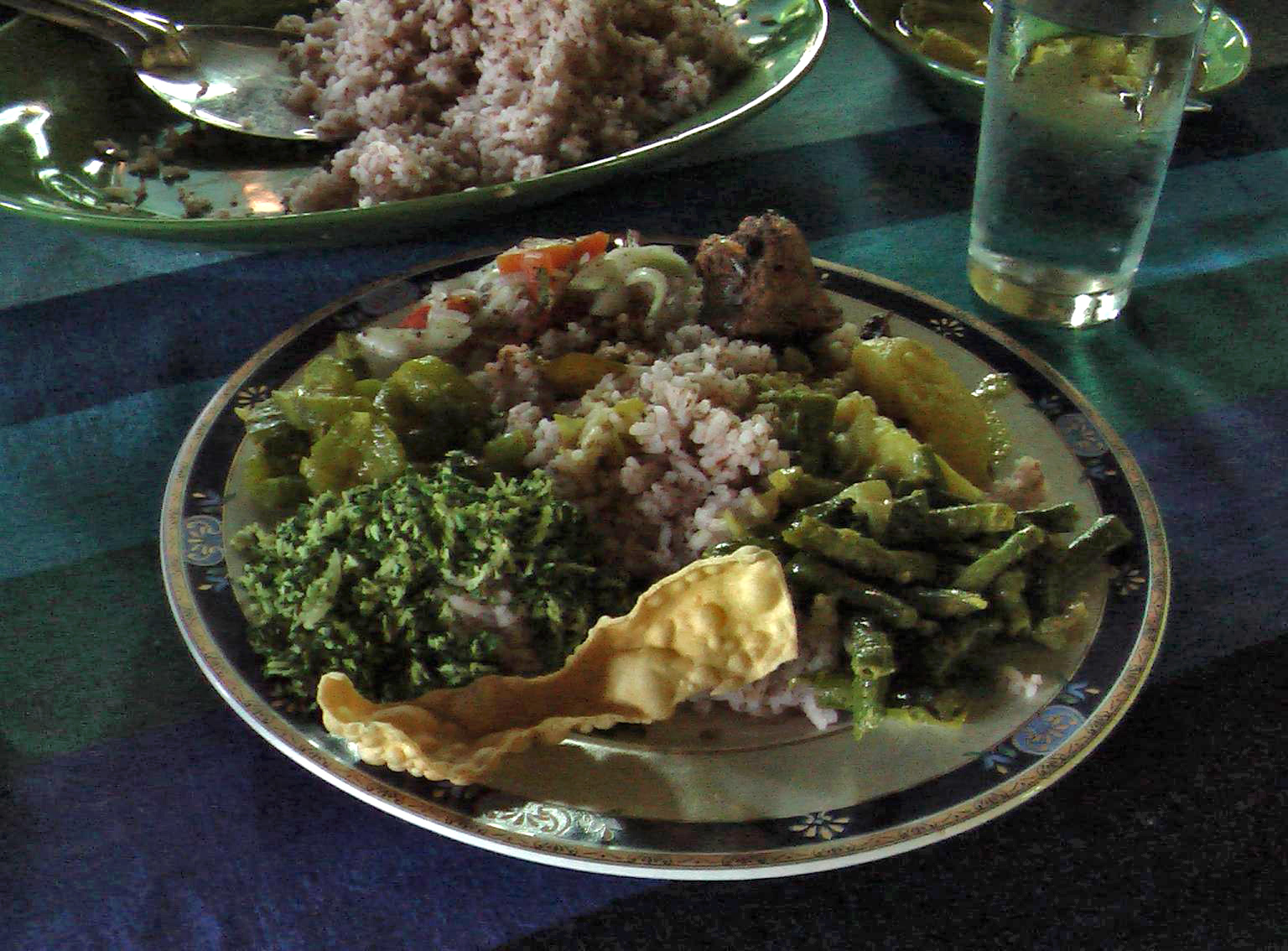
스리랑카 쌀과 커리

음식에는 쌀과 커리, 피투, 키리바트, 통밀 로티, 이디야팜, 와탈라팜(코코넛밀크, 자게리, 캐슈, 계란으로 만든 말레이 원산의 풍부한 푸딩과 계피와 육두구 포함), 코투와 아팜이 포함된다. 잭프루트는 때때로 쌀을 대체할 수 있다. 전통적으로 음식은 플랜틴에서 제공된다.

## 정치
스리랑카의 정치체제는 반대통령제로 분류된다. 스리랑카의 대통령은 6년 임기로 국민에 의해 선출되는 정부 수반일 뿐 아니라 국가의 수반이며 군통수권자이다. 의무로서, 대통령은 225명으로 구성된 단원제 의회에 대해 책임진다. 대통령은 의원들 가운데 지명하여 선택된 장관들로 내각을 구성 수반이 된다. 총리는 대통령의 대리자로 의회에서 여권을 이끌며 주로 국내 사안들에서 많은 행정 책임들을 나누어 짊어진다.
의회 의원들은 6년 임기로 지역구별 수정 비례 대표제에 기반한 보통(성인) 선거로 선출된다. 수정 사항이란 각 선거구마다 최다 득표 정당이 단 하나의 "보너스 의석"을 차지하는 것이다. 대통령은 의회 회기를 시작, 유보, 종결지을 수 있으며 의회 시작 후 1년이 지나면 의회를 해산시킬 수도 있다. 의회는 모든 법률을 제정할 권한을 갖는다. 1960년 7월 1일 스리랑카 국민은 최초의 여성 수상으로 스리마보 반다라다이케를 뽑았다. 그녀의 딸 챤드리카 카마라퉁가는 여러 번에 걸쳐 수상을 역임했으며, 1999년부터 2005년까지 대통령을 지냈다. 현재 대통령은 마이트리팔라 시리세나로 2015년 1월 9일 임기를 시작했고 같은 날 라트나시리 비크레마나야케 또한 수상으로 임기를 시작했다.
대법원은 대통령 라자팍세가 이끄는 좌파인 SLFP(Sri Lanka Freedom Party)와 전 수상 라닐 비크레머싱허가 이끄는 상대적으로 우파인 UNP(United National Party)의 경쟁 정당간 연합으로 통제되고 있다. 또한 이보다는 작은 정당들로는 불교, 사회주의, 무슬림 정당들과 LTTE의 분리주의에 반대하지만 타밀의 자치권과 증진된 시민권을 요구하는 TNA(Tamil nationalist alliance)가 있다. 1948년 이후, 스리랑카는 영연방과 UN의 일원이었다. 또한, 비동맹 세력, 콜롬보 플랜, 아시아태평양 경제협력기구와 남아시아 지역협력기구의 일원이다. 냉전 기간, 스리랑카는 비동맹 외교 정책을 추구했지만 미국과 서유럽과 가깝게 지냈다. 스리랑카 군대는 육군, 해군, 공군으로 구성되며 이들은 국방장관이 관리한다. 1980년대 이후, 군대는 JVP의 마르크스주의 전사들과 현재 LTTE 군사력에 맞서는 정부를 주도하고 있다. 스리랑카는 인도, 미국, 그리고 유럽 국가들에서 상당한 군사적 원조를 받고 있다.

### 행정 구역
스리랑카는 9개의 주로 구성되어 있다. 스리랑카의 각 주는 선거를 통해 선출된 주 의회가 관할한다. 9개의 주는 다시 25개의 구로 나뉜다. 스리랑카의 각 구는 중앙 정부에서 임명한 구 차관에 의해 운영된다.

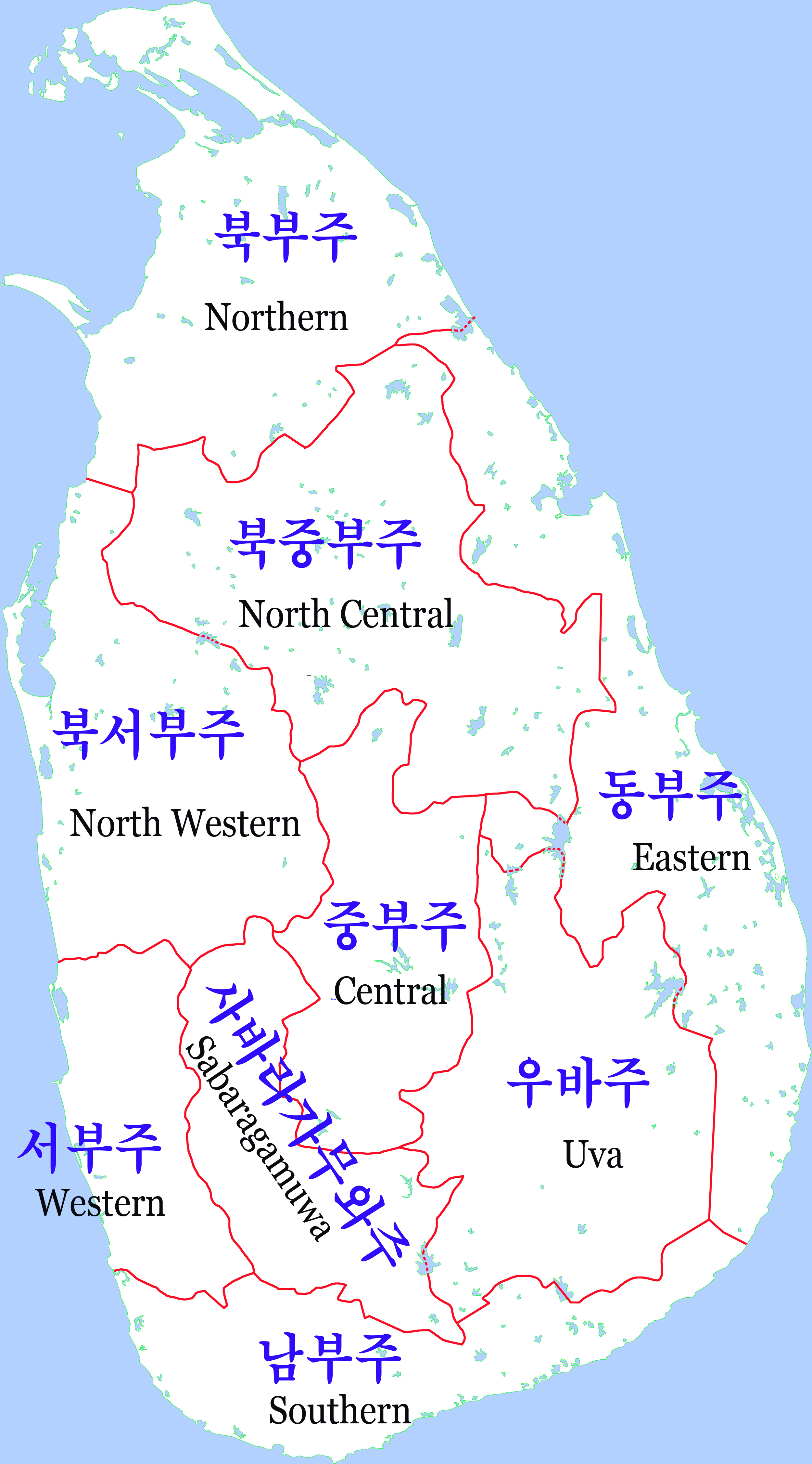
스리랑카의 주

|   | 주              | 주도         | 구                                                              |
| - | --------------- | ------------ | --------------------------------------------------------------- |
| 1 | 중부 주         | 캔디         | 캔디 구, 마탈레 구, 누와라엘리야 구                             |
| 2 | 동부 주         | 트링코말리   | 암파라 구, 바티칼로아 구, 트링코말리 구                         |
| 3 | 중북부 주       | 아누라다푸라 | 아누라다푸라 구, 폴론나루와 구                                  |
| 4 | 북부 주         | 자프나       | 자프나 구, 킬리노치치 구, 만나르 구, 바부니야 구, 물라이티부 구 |
| 5 | 북서부 주       | 쿠루네갈라   | 쿠루네갈라 구, 푸탈람 구                                        |
| 6 | 사바라가무와 주 | 라트나푸라   | 케갈레 구, 라트나푸라 구                                        |
| 7 | 남부 주         | 갈           | 갈 구, 함반토타 구, 마타라 구                                   |
| 8 | 우바 주         | 바둘라       | 바둘라 구, 모나라갈라 구                                        |
| 9 | 서부 주         | 콜롬보       | 콜롬보 구, 감파카 구, 칼루타라 구                               |

### 행정부의 문제
현재 대통령은 대통령 비서직과 무려 104개의 장관직 가운데 5개 장관직을 겸임하고 있으며 정부 총지출액의 60%를 직접 통제하고 있다. 족벌주의와 부정부패, 뇌물, 남용들은 어쩌면 2004년 급격한 역전 이후 더욱 악화되고 있는 것으로 보인다.
현 정부는 LTTE와 말 뿐인 휴전 속에 산발적이기는 하지만 거의 전면전을 치르고 있다. 타밀의 54%가 북쪽 자프나 반도 쪽에 모여 살고 있고 나머지는 남쪽에 대부분 모여 살고 있다. 타밀의 독립국 건설을 목표로 1983년부터 무장투쟁에 돌입한 LTTE는 그 후 정부군과 계속된 전투로 양측이 모두 지금까지 63,000명이 사망했다. 2002년 휴전 협정이 체결된 이후 잠시 평화로웠지만 2004년 이후 산발적이던 갈등이 심해져서 2005년 12월부터 2007년 2월까지 15개월 동안 4,000명 이상이 사망했다.
현 스리랑카 정부는 LTTE와 오랜 내전을 치르면서 군대가 주도하는 강력한 비상체제를 확립하고 있다. 2007년 1월 국회에서 통과된 비상 조치법에 따라 타밀 밀집 지역을 중심으로 며칠 몇주 몇달씩 LTTE로 의심되는 또는 협력자로 의심되는 사람들을 무조건 억류하는 일이 합법적으로 이루어지고 있으며, 언론의 자유를 제한하는 상황 또한 합법적으로 행해지고 있다. 이러한 상황에서 인권은 극도로 악화되고 있으며 특히 타밀 사업자들을 납치한 뒤 몸값을 받고 나서 스리랑카를 떠나라는 등의 협박을 한다고 한다.

## 경제
19세기에서 20세기에 걸쳐, 국가를 대표하는 수출품인, 시나몬(계피나무), 고무, 실론티의 생산과 수출로 유명한 플랜테이션 경제가 되었다. 영국 통치 아래 근대 항구들의 발달은 무역의 중심으로서 섬의 중요성을 높였다. 2차 대전 동안, 섬에는 군사시설들이 설치되고 연합군들이 머물렀다. 한편, 플랜테이션 경제는 가난과 경제적 불평등을 악화시켰다. 1948년에서 1977년까지 사회주의는 정부 경제 정책들에 강한 영향을 끼쳤다. 식민지 농장들은 해체되고, 산업들은 국유화되고 복지국가체제를 확립했다. 국민들의 생활 수준과 읽고 쓰는 능력은 현저하게 개선되었지만, 국가 경제는 비능률과 저성장 그리고 외국투자의 부족으로 고통받았다.
1977년부터 UNP 정부는 사유화 작업과 규제철폐, 사기업 장려를 시작했다. 차, 고무, 커피, 설탕 그리고 다른 농산품의 생산과 수출 아직도 중요하지만, 농산물 가공, 직물, 전신과 금융이 발달한 산업화된 경제를 계속해서 추구하고 있다. 1996년 플랜테이션 작물이 수출의 20%를 차지했지만 (1973년에는 93%였다) 점차 감소해 2005년 16.7%에 이르른 반면, 직물과 의류는 63%에 이르렀다. 1990년대 초반 GDP는 1996년 가뭄과 치안 상태의 악화로 3.8%로 떨어지기 전까지 연평균 5.5%로 성장했다. 1997-2000에서 평균 5.3%로 회복되었다. 2001년에는, 전력 부족, 예산 문제, 세계적 경기 하강, 그리고 계속되는 내전으로 역사상 최초로 위축되었다. 회복의 신호는 2002년 휴전 후에 나타났다. 콜롬보 주식 거래는 2003년 동안 세계에서 가장 높은 성장을 보였다.
2004년 4월, 연합인민자유동맹(United People's Freedom Alliance)이라 불리는 좌파 민족주의 정당인 JVP(Janatha Vimukthi Peramuna)와 SLFP의 연립으로 UNP의 라닐 비크레머싱허가 이끄는 정부가 패배하면서 경제 정책은 급격히 역전되었다. 신정부는 국영기업의 사유화를 중지하고 전력과 석유와 같은 공익 사업들을 개혁하고, 라타 페르타 경제 프로그램이라 불린 보조금 지급 프로그램을 시작했다. 이 프로그램의 주목적은 농촌과 교외의 중소기업들(SMEs)을 지원, 오일 가격, 세계 은행과 IMF와 같은 외부 영향들로부터 국내 경제를 보호하기 위한 것이다. 연료, 비료 그리고 밀과 같은 수입 물품들에 보조금을 지급하는 이러한 정책은 바로 국고를 푸는 일이다. 2004년에만 스리랑카는 약 1억 8천만 달러를 연료 가격 안정 공약에 따라 사용했다. 보조금 지급과 공공부문 채용확대로 발생한 팽창된 예산 적자를 조달하기 위해, 정부는 결국 650억 루피(6억 5천만 달러), GDP의 약 3%를 찍어냈다. 느슨한 통화 정책과 짝을 이룬 재정 팽창 정책은 결국 2005년 1월까지 18%의 인플레이션을 야기시켰다. 이것은 스리랑카 소비자 가격 지수에 따른 수치다. 2007년 1월에도 콜롬보 인덱스에 따른 인플레이션은 20.5%, 1월까지 1년 평균 인플레이션은 14.8%였다. 2007년 2월 23일, 중앙은행은 정책금리를 12%로 올렸다.

### 산업
가장 유명한 스리랑카의 산물은 보석과 홍차이다. 사파이어와 알렉산드라이트 등의 보석이 유명하며 홍차는 영국의 식민 시대에 스리랑카에 들어온 이후 온 나라에 널리 퍼졌다. 당시 스리랑카의 나라 이름은 아직 실론이었고, 거기에서 유래한 실론티라는 이름이 유명하다.

### 임금과 상품 가격
대부분의 국민들은 높은 인플레이션으로 생활고에 허덕이고 있다. 예를 들면, 플랜테이션 차 노동자들의 경우, 2006년 말 임금협상에서 하루 260루피로 인상협상을 마무리했지만, 이마저도 20여일 이상을 일해야 받을 수 있는 인센티브를 포함한 하루 임금이고 노동일수가 그 이하일 경우, 비가 자주 오면 모든 노동자가 인센티브를 받을 수 없고, 그 경우, 통상 190루피 정도이다. 이는 하루 약 2달러로 한 가구가 생계를 유지해야 한다는 것을 뜻한다. 도시 노동자 하루 평균 수입은 500루피(4.6달러), 2002년 평균 임금은 한달 14000루피(145달러)였다.
2006년 기준으로 휘발유는 리터당 90루피(2007,1월 95루피)다. 스리랑카는 아직 광회선이 연결되지 않은 까닭에 싱가포르와 전화선으로 인터넷망에 연결되는데 스리랑카 텔레콤이 독점하는 ADSL home Express(다운로드 540Kbit)는 한달 사용 요금이 2500루피, ADSL Office Express의 경우(다운로드 속도는 2Mbit) 한달 사용 요금이 6700루피이다(여기에 15% 세금이 덧붙는다).

### 군사비 지출 규모
스리랑카의 2007년 국방비 지출액은 약 1억 3,966만 루피, 미화로 약 14억 달러로 2006년에 비해 46% 증가한 액수이며 정부 총 수입의 23.28%, 정부 총 지출의 16.72%에 이른다. 그리고 이 액수는 GDP(국내총생산)의 4.3%로 미국의 3.7%, 중화인민공화국의 3.9%보다 높으며, GDP 대비 비율로는 세계 30위권에 속한다. 1인당 국방비 지출액은 파키스탄(약 $30.62)에 비해 3배 이상 많은 $71.19이다. 그리고 병사 수 또한 124명당 1명으로 중화인민공화국(586명 당 1명), 파키스탄(244명 당 1명), 미국(213명 당 1명)에 비해 그 비율이 매우 높다.

## 내전 상황
2007년 2월 기준으로, LTTE에 대한 제거를 목표로 삼았던 과거와 마찬가지로 현 정부 또한 같은 목표로 군사적 공세를 강화해 동부 지역을 점령 확보하고 북쪽으로 공세를 강화하고 있다. 이에 대한 LTTE의 대응은 정부 주요 인사에 대한 테러, 외국인이 주로 찾는 여행지 버스에 대한 자살폭탄테러, 수도 콜롬보 항에 대한 공격 시도 등 상징적이고 실효적, 시의적절하게 자행되는 테러이다. 결과적으로 갈등의 평화적 해결에 대한 국제적 압박이 정치, 경제적인 면에서 나타나고 있으며, 오히려 스리랑카 정부가 궁지에 몰리는 상황이 전개되고 있다.
LTTE는 세계 곳곳에 흩어져 있는 타밀족들로부터 매년 엄청난 자금을 지원받아 투쟁을 지속하고 있다. 그 중 가장 비난받는 것 가운데 하나는 우리 돈으로 10만원에서 25만원 정도를 지불하고 인도 타밀나두 주 불가촉 천민들 가족에게서 여자 아이들을 사서 훈련시켜 자살폭탄 테러에 투입하는 일이다. 그리고 간헐적으로 자금 모집 과정에서 폭력들이 행해지고 있다는 이야기들도 들린다. LTTE에서 이탈해서 정부 측에서 LTTE와 싸우는 Kruna 그룹의 소년병으로 훈련시키기 위한 어린이 납치유괴를 정부 측이 눈감았다는 국제 기구의 조사 또한 진행되고 있다. LTTE의 인권침해는 상대적 약자인 저항적 투쟁체들에서 자주 발생하는 일이라 여길 수도 있지만, LTTE는 자신들의 지역에서 사실상 하나의 국가로서 기능하고 있다. 세금을 걷고 정부 조직에 준하는 조직체를 운영하고 있다. 그런 측면에서 보면 LTTE에 대한 온정적 태도는 있을 수 없는 것으로 보인다.
테러에 대응한 정부의 조치들은 통행하는 모든 차량과 사람들에 대한 엄격한 검문과 LTTE로 의심되는 타밀인에 대한 억류 등등이 행해진다. 수도 콜롬보의 경우 20-30m마다 한두 명씩 군인들과 보안요원들이 수시로 검문검색을 행한다. 외국인이라 할지라도 여권이 없으면 경찰서까지 가야한다고 한다. 전국에서 벌어지는 납치, 살해, 실종, 유괴, 등등은 인종간 갈등을 넘어 사적 이득을 챙기는 일로 야기되는 경우들도 발생하고 있다. 이러한 인권침해와 폭력이 증가 일로에 있지만, 이 문제를 사회적으로 제기 비판하고 평화적 해결을 촉구해야할 언론에는 재갈이 물려 있다.
양측간의 갈등 해결의 출발은 정부로부터 시작되어야 하며 그것은 평화적 문제 해결에 대한 국민적 여론을 모아내겠다는 의지에서 체결한 UNP와 MOU에 대해 스리랑카 지식인들은 최선의 해결책으로 보면서 많은 기대를 하고 있었다. 북아일랜드 문제에서와 마찬가지로 독립을 위해 무장투쟁하는 집단을 제거하는 것을 목표로 삼는 일은 문제를 악화시킬 뿐이다. 그들의 자치권을 최대한 부여하고 양측의 평화적 세력이 협력 공존을 증진시킬 때 무장투쟁 집단 또한 그 흐름에 순응하게 되는 것이 자연스런 과정으로 보인다. 하지만, 이러한 해결을 위해 현정부와 야당인 UNP 사이 체결된 MOU는 현 대통령의 탈당한 20명의 UNP 의원들에 각기 장관직을 부여함으로써 2007년 2월 현재 휴지가 된 상황이다.
2009년 5월 17일에 스리랑카 정부군에게 포위되어 고립된 LTTE가 결국 패배를 시인하는 성명을 발표함으로써, 1983년에 시작되어 26년간 이어져온 내전이 사실상 막을 내리게 되었다.

## 대한민국과의 관계
대한민국은 1972년 10월 9일 주(駐)스리랑카 통상대표부를 개설했으며, 1977년 11월 14일 통상대표부를 대사관으로 승격한 공식적인 외교관계를 수립한 이후 양국관계는 발전되어 왔다. 1978년 1월에 한국-스리랑카 항공협정을 체결하였고, 1978년 3월에 관민 경제기술협력단이 스리랑카를 방문해 투자보장협정을 체결하고 경제협력 확대에 합의하였다. 1980년 3월 28일에는 외무부 장관의 스리랑카 방문으로 투자보호협정을 체결해 상호경제협력강화에 합의하였으며, 1984년 이중과세방지협정과 무역협정을 체결하였다. 1994년 과학기술협력협정을 체결하였다. 스리랑카는 비동맹 중립노선 표방으로 남북한문제에 대해 중립적인 태도를 유지하고 있으나, 국제무대에서 대한민국에 대해 협조적인 태도를 보여주었다. 2005년 기준으로 많은 스리랑카인들이 한국에서 일하고 있으며, 상당한 수의 한국인들 역시 스리랑카에서 살며 일하고 있다. 수도인 콜롬보에 한국 대사관(주 몰디브 대사관을 겸임)과 KOICA 및 한국수출입은행 EDCF 사무소가 있다.